# 四十七大戦
『四十七大戦』（しじゅうしちたいせん）は、一二三による漫画作品。『コミック アース・スター』（アース・スター エンターテイメント）にて、2016年9月7日より連載を開始したのち、休載を挟んで2021年2月17日に同サイトでの連載終了を発表。同年に『マガジンポケット』（講談社）へ移籍し、2021年8月26日から2023年4月13日まで連載された。
鳥取県をはじめとした47都道府県に住まう神様「ゆる神」が、次の日本の首都を決める決闘首都争奪戦に巻き込まれていく戦いを描く。キャラクターは方言や名産品、県民性など各都道府県の個性を盛り込んでいるほか、社会問題など現実世界ともリンクした点も描かれている。
続編として『四十七大戦+』が各種電子書籍サイトや公式Xなどで連載中。

## 作風
都道府県擬人化漫画を描くにあたり、担当編集から仮案を求められた一二三が、スターバックスの数で争いあうというアイデアを挙げたことから生まれた。その中で、鳥取県がスターバックス最後の出店県だったことや、独創的なPRをしていることから、鳥取を主人公とする作品となった。一二三自身は鳥取の出身ではなく、各県に対するイジりも平等に行うと語っている。
登場キャラクターは、「ぱっと見でキャラが伝わるかどうか」を大事にキャラ作りを行い、さらに細かい部分にも地域ネタを挿入している。あるあるネタに関しては「地元の視点」と「外部からの視点」の両方を取り入れようとしているという。

## 用語
ゆる神
様々な物から生まれる神様。都道府県のゆる神は、「会いに行けるご当地神」として活躍しており、サインを求められることがある。作中におけるゆる神は、基本的にご当地神のことを指す。ゆる神は"神通力"を操り県民を守ることができ、普通はダメージを受けないが、例外としてゆる神同士だとダメージを与えられる。首都争奪戦では攻撃が効くと、ダメージを受けた県からダメージを与えた県に"人口が移動"する。 日常での小競り合いでは、漁業や観光業の産業にダメージが入る。また、廃藩置県が起こる以前とでは、見た目の年齢や性別が変わった者がいる。ご当地神は自分の都道府県ならば一瞬で移動できる。
市町村のゆる神の場合、県ゆる神が作るかその土地の土地神と契約する。前者の場合はその土地の個性などを反映するため県ゆる神になつかないこともある。関係としては上司と部下だが、県の特性によっては県ゆる神を誘拐して県名を書き換えようとする市町村ゆる神も存在する。
現在の都道府県のゆる神は廃藩置県後に現れた存在であり、それ以前の記憶については覚えている方が稀。廃藩置県前と後で姿が違うゆる神（山口さん）もいるが性別も変わってしまったゆる神（愛媛さん）もいる。
首都争奪戦
本作で行われている、都道府県のゆる神達に突如課された闘い。東京以外が消滅し国が崩壊する未来を阻止するため、都道府県のゆる神達が首都の座を争う。東京一極集中に対抗できる都市が存在しないため、競争させて最強を作るために行われる。各都道府県の魅力を武器にし人口を奪い合わせ、現実世界のルールである「人気があるかどうか」を自覚させている。
参加条件は"スターベックスのフードメニューを口にすること"。
争奪戦がゲームのようになっているのは黒幕の一部がこの世界の問題を自覚させるためにあえてそうしている。
話が進むにつれ、何度か世界をループ（もしくは更新）しては新たな争奪戦が行われていることが明らかになった。行われた総時間数を換算するとスタベ曰く「キレ散らかしたくなるほどの昔」になる。
また、争奪戦自体に致命的な欠陥が存在している。
決闘
争奪戦は基本的にゆる神vsゆる神の一対一の決闘方式で行われる。併合した県と共闘することが可能。ただし、併合に納得がいっていない県からは人口は与えられなかったり、補佐として選択することが出来なかったりすることがある。ダメージにより人口が移動し、戦闘によりどちらかの人口が臨界点を下回ると負けとなる。作中の現実世界では、併合はあくまで都道府県知事の合併案により実現されたものとされている。併合されたゆる神は徐々に消えるか降格になるが、今のところそのような事例はない。所有の証として身体に刻印を付けられてしまう。各ゆる神の武器は、その都道府県の観光地・名所・名産品などを参考にされている。
人口の奪い合いとされているが決闘中に実際に人口流出しているわけではなく、あくまでダメージ換算の可視化に過ぎない。決闘中は現実世界は止まっており、闘技場と観覧席だけ動く特殊な時間軸となる。
参加都道府県が増える度に新ルールが解禁されていく。他地方攻略時には、最初の一県を併合するまでは今までの人口を使用出来るが、二県目からは盟主の初期の人口と他地方で獲得した人口しか使用できなくなる。参戦する県が半数を超えた際に、新ルールが発生した。領主は自分以外の二県を選択して戦わせることが出来る。併合前の人数を割り振り、多い方が戦闘時の領主となる。領主が撃破され敗北した場合は、戦った二県が相手に併合される。
闘技場（デュエルスペース）
都道府県のゆる神たちが首都争奪戦を行う場所。俯瞰して見ると砂時計を模した形になっている。底面に参戦する都道府県の情報が表示され、後ろには都道府県の風景が映し出されている。
Ver1.1
ブロック型のオブジェクトが大量に出現する。オブジェクトは鳥取砂銃では数発の被弾で破壊、壱殺壱壊では一層出来る程度の強度をもつ。
Ver1.2
氷の結晶型のオブジェクトが大量に出現する。オブジェクトを破壊すると周囲が一時的に凍り、近くにいた者の移動速度がダウンする。
観客席
観客席は、闘技場モニターを円卓のようにゆる神たちが囲み見下ろすような造りになっており、席順は北海道さんから都道府県コード順に時計回り（そのため沖縄さんの左隣が時計回りのスタートの北海道さんとなる）。必ずしも観客席で観戦する必要はないようで、モニター越しに観戦が可能であったり、用事があれば後から観客席に行くことも可能であったりと、ある程度融通が利く。
管理区域（コントロールルーム）
スタベちゃんや東京さんがたまにいる場所。その名の通り、決闘関連のことを制御している。
四国編の終盤、スタベちゃんが東京さんと鳥取さんを会わせた際、通路をコントロールしたことにより穴が開き、北東北の面々が管理区域の道に気づく。その後、東京さんと鳥取さん達の決闘の際、隙をついて北東北の面々は青森がメインで管理区域を操作してみようと試みたが、これが後々に大きい影響を与えることになる。また、岩手さんは管理区域の奥に厳重に守られたゲームの根本を揺るがすようなデーターを立方体の封鎖された頑丈な鎖にまかれた箱をみつけている。
全体攻撃（フィールドスキル）
政令指定都市を持つゆる神にのみ使える強力な技。発動時は「広域攻撃準備」というメッセージがフィールドに表示される。
刻印
併合された都道府県に所有の証として身体に付けられるもの。刻印を付けられたことを喜ぶ者もいれば嫌がる者もいる。領主は刻印を通じて電気が走ったような痛みを与えることが出来る。また、併合した県がダメージを受ければ領主に伝わる。
親密度
都道府県同士の繋がりの深さを表す。親密度が最高になると、お互いの手の甲に親密度最高の証である"紋"が浮かび上がる。
戦闘で共闘したり県同士が併合していなくとも、親密度が最高になれば勝手に浮かび上がる。親密度が上昇する要因は経済・交通・歴史など様々。証は基本的に一県に対して一県のみ。
紋を通じてお互いを呼び合うことができる。決闘においては強化されるほか、親密度最高同士の県とは自身のパラメータに関係なく強力な威力を発揮できる「合体技（タッグスキル）」を発動させることができる。紋は永続的なものではなく、相手に対して片方が信用、信頼を失った場合、紋が消えることがある。
合体技（タッグスキル）
親密度が最高の都道府県同士が発動できる技。威力は全体攻撃と同等かそれを凌ぐ。反面、使用者の体力をかなり消耗することになるため連発は出来ない。
四天王
全都道府県のうち、特に人口の多い４都府県のゆる神、大阪さん、京都さん、愛知さん、東京さんで構成されている。それぞれに、兵庫さん、滋賀さん、岐阜さん、神奈川さんが補佐になっている。

## 登場キャラクター
声はPVでの声優。
以下、地方別に紹介するが、中部地方については区分がややこしくなるため、東海地方、甲信越地方、北陸地方(北陸三県)地方と表記する。

### 中国地方
鳥取さん
声 - 島﨑信長
本作の主人公で鳥取県のゆる神。階級章は3尉(少尉)。外見年齢は19歳、身長は167cm、シャツ、カーディガン、スラックスを着用し、首から名札を下げた公務員のような青年の姿をしている（鳥取県は2017年人口100人あたりの公務員の数が全国３位）。部下に兎と妖怪がいるが、兎の中には鳥取さんを嫌うものもいる。普段は真面目で温厚、とても堅実な性格だが、「鳥」と「島」の誤字がある・島根さんと比べられるなどすると怒る。しかし、中国地方併合後にも間違われてしまったときには泣いてしまった。ついには慣れてしまい、冷静に訂正するようになる。岡山さん曰く、石橋を叩いて壊すタイプ。悪意こそないが、他者の地雷を踏む発言をしてしまうことが多々ある。島根さんとは互いに言い争う仲で、ドングリの背比べと評される。岡山さんと仲が良いが、制服はブレザー派。人口最下位のため県民からの税収が見込めず、鳥取県の名産品であるらっきょう漬けの売上をお小遣いに生活している。戦闘嫌いであり、器質的に戦いを避け、出来る限り戦いたくないと思っている。
県のPRのためメディア露出を増やしているが、上手くいかないことが多く、非常に苦労している。相当の練り物狂。（練り物に、23年間日本一金をかけている）鳥取の部屋という冠番組をもっている。
武器はマスケット銃の「鳥取砂銃（とっとりさじゅう）」。銃そのものは普通のもので、銃口が塞がれば使用できない。
決闘装束は白を基調とした軍服で、県の花の二十世紀梨の花をあしらった軍帽を被り、左腕に「鳥」と書かれた腕章を着用している。
今回の時間軸での戦いでは、初めて鳥取さん自身の意志で戦いに参戦している（これまでの戦いでは戦わずに併合されていたとのこと）。闘いに身を投じる中で、傷付き、悩み、助け合う中で、都道府県のゆる神みんなで生き延びる道を模索する。
成り行きとはいえ、戦い続けた結果、一大勢力を築き上げる。そのため、鳥取さんをよく知らないものからは警戒されすぎることもある。
中部の騒動が収まった後、立場が大きくなりすぎてしまったが本人は良くも悪くもいつも通りだったためそれによりマスコミに記事をでっちあげられて窮地に陥る。悩んだ末、鳥取砂丘で人と話し、一つの結論に達した鳥取さんは単身、東京さんのところに乗り込み会話をするが、東京さんが決闘を始めてしまう。
鳥取さんは迎え撃つために北海道さん、福岡さんと共に東京さんと戦うが圧倒的な力の前に倒されそうになるが東京さんに「首都になる」と宣言する。その後、大規模なバグがおこり試合が中断する。バグの影響か、福岡さんと北海道さんが物理的にも本州へ渡れなくなった。
そして、そのバグを起こしたのは青森さんではないかと北海道さんから聞いた鳥取さんはまずは福島さんと接触。そして他の東北の面々と協力、あるいは戦いながら青森さんのバグを何とかしようと奮闘する。
使用技
鳥取砂銃（とっとりさじゅう）
鳥取さんの通常攻撃。鳥取さんのマスケット銃から発射され、被弾すると鳥取砂丘のごとく砂塵となる。また、微弱だが麻痺の効果もあり、攻撃力を抑えて麻痺の効果だけを凝縮した弾丸にすることが可能。自身の手に持つ他、周囲に複数展開する。
松葉ガニ
松葉ガニの甲羅を盾にし、敵の猛攻を受けきる。
重甲 五輝星（じゅうこう いっきぼし）
松葉ガニの中でも最高級ブランドの五輝星の殻を５枚並べる防御技。
のどぐろビンタ
日本海で獲れる新鮮な魚の「のどぐろ」を使って相手の頬を叩き、正気に戻す。
議員召喚（シゲル）（えらいひとしょうかん（シゲル））
鳥取県に縁がある（かもしれない）議員がカレーライスを片手に戦う。山口さんの総理の加護に対抗するために編み出された技。
鳥取梨弾（とっとりりだん）
マスケット銃から梨を弾丸にして攻撃する。果汁により人口を引き寄せることが可能。
鳥取梨弾・新品種新甘泉（とっとりりだん・しんひんしゅしんかんせん）
鳥取梨弾で放たれる弾丸が、鳥取県で開発された新品種「新甘泉」になったもの。
白兎伝説（エンゲージ・ゲージ）
鳥取さんと島根さんの合体技の一つ。白兎神によって授けられた力で、神在月の警備隊長である十月兎（ワンダー・ラビット）を呼び出し、鎖を何重にも打ち出す。
大栄すいか
県内で最も生産量の多い、オリジナルすいかブランドの一つ。
東伯かぶりこ
種がない品種の、オリジナルすいかブランドの一つ。
源五兵衛すいか
漬物用に生産される小さなすいか。
鳥取＆岡山お友達（ももてなし）アタック
岡山さんと力を合わせて同時に攻撃すると、桃と梨のエフェクトが交互に現れて相手を打ち破る協力技。
仁風閣
県の重要文化財を召喚し物理的にぶつける技。
妖怪召喚
マスケット銃で妖怪を召喚する。鹿児島さんと宮崎さんを相手にした決闘では鬼を召喚し、棘付きのブラスナックルへと変化した。
鳥取桃化弾（とっとりとうかだん）
「ピンクカレー」を弾丸にして攻撃をする。
トリピー先輩の助太刀
トリピー先輩が攻撃を受け止め、時流に乗りまくった観光イベントに来た人たちの力を借りて攻撃する。
八岐颪（やまたのおろし）
鳥取さんと島根さんの合体技のレベル2。大山から八岐大蛇を召喚。口から冷気を吐き出し対戦相手を凍らせ行動不能に陥らせる。
ソウルフード変換
豆腐の矢と海産物の弾丸がぶつかり、鳥取さんの「あわよくばコラボしたい」下心が加わることで「とうふちくわ」に合成させた技。
白薔薇牛乳波（ホワイトローズ・ミルキー・ウェーブ）
元々は舞台版四十七大戦からの技。鳥取県の農業組合が生産するご当地牛乳。鳥取さんが薔薇を咥えた状態で牛乳の波をけしかける。

使用スキル
邂逅（コンフロント）
鳥取さんが得たアビリティ。争奪戦や東京さんの真実の一端を知った鳥取さんが今まで自分が過ごしてきたこと言った言葉などを思い浮かべ聞いた言葉も足して自分の”願い”を口にした時、現れたスキル
スタベちゃんが想定していなったスキルであり、スタベちゃん曰く”ゲームルールの書き換え”。発動するとその相手の沢山の名産品や記憶などが浮かび、
鳥取さんの目には色が違うモノが見える。これはその相手が特に大切に思っているものであり、鳥取さんが理解することで解錠することが出来る。
島根さん
声 - 増田俊樹
島根県のゆる神。階級章は3尉(少尉)。 身長は168cm、出雲大社と、しじみを誇りとしている。メガネをかけており、着物を私服にしている青年。やや生真面目な性格で、結構な人見知り。鳥取さんとは昔から人口ワーストを争う犬猿の仲。普段は出雲大社にいる。白兎神社からの派遣社員である因幡の白兎を使役し、国道に出現してしまう妖怪や出雲大社の神たちと人間界の関係を取り持つ。鳥取さんから陰でミスターお役所と呼ばれたりなどしている（人口100人あたりの公務員数日本一）うどんよりそば派。
パソコンでのインターネットが出来ないぐらいにはアナログ的であり、神々とのやり取りは電話やFAXで何とかなると話している。
武器は日本刀。刻印は首元にある。
決闘中の装束で右腕に「島」と書かれた腕章を装着している、髪型（前髪が流れている方向やアホ毛など）が鳥取さんと反対側にあるなど、鳥取さんと左右対称なキャラクターデザインがされている。ただし、一人称は鳥取さんと異なり「僕」。
最初に鳥取さんと戦ったゆる神であり、後に名実ともに鳥取さんの相棒となる。
使用技
出雲大社宝物殿
出雲大社宝物殿に収められている無数の刀が一斉に対戦相手に襲い掛かる。刀による攻撃を囮に次の攻撃に繋げることもある。
総理召喚（ノボル）（えらいひとしょうかん（ノボル））
島根さんが呼び出した島根県出身の総理大臣。
漆黒の鍛帳（しじみだんまく）
しじみを大量に繰り出し厚い壁のようにすることで、攻撃を防いだり弾いたりする防御技。
白兎伝説（エンゲージ・ゲージ）
島根さんと鳥取さんの合体技の一つ。白兎神によって授けられた力で、神在月の警備隊長である十月兎を呼び出し、鎖を何重にも打ち出す。
散弾・岩霰
刀をかざし、背後から出現させた異空間のゲートから岩ガキの散弾が射出させる。
八岐颪（やまたのおろし）
島根さんと鳥取さんの合体技のレベル2。大山から八岐大蛇を召喚。口から冷気を吐き出し対戦相手を凍らせ行動不能に陥らせる。
出雲蕎麦鞭（いづもそばウィップ）
石臼から引いた出雲そばを鞭のように使う技。

山口さん
山口県のゆる神。階級章は2尉(中尉)。身長は139cm、見た目は子供だが、中身は自他共に認めるおじいちゃん。太眉。口調も老人のような話し方で、一人称は「儂」。
廃藩置県以前の記憶をはっきり有している数少ない神で、その当時は壮年の男性の姿をしていた。私服、決闘装束ともに短パンを身につけている。
武器は大槍の「長州力」。刻印は左の上腿にある。
九州地方の鹿児島さんと深い因縁があり、鹿児島さんのことを薩摩と呼ぶ。
吉田松蔭のことを「松蔭先生」と呼ばないと、丸一日説教ののち県中引き回しの刑にする。
福島さんとは廃藩置県時代の因縁で「会津」と彼女のことを呼ぶ。鳥取さんと共に福島さんと戦った際は過去のことがあったが鳥取に協力をしてほしいと頭を下げた。
使用技
ふく毒針
ふく（ふぐ）の毒針を手に忍ばせ、相手に投げつける。針が刺さった相手は毒状態となり、徐々に人口が減少していく。
総理の加護（プライド・オブ・ヤマグチ）
内閣総理大臣を歴代8人排出、新幹線駅が５駅という権力を以って攻撃力を５倍（大槍の一振りによる斬撃が5本）に増幅させ、召喚した総理大臣を使って戦う。５駅の中に「のぞみ」が必ず停まる所がないという弱点がある。
ノーベル平和賞受賞
佐藤Ａ作が鬼の力を借りて、メリケンサックで殴りつける。相手は平和力が注入されて、闘争心が衰えて優しくなる。
飛耳長目（アナライズ）
様々なステータスを確認することが出来る。誰かの書いた二次創作の作者も当てられる。飛耳長目（ひじちょうもく）は吉田松陰の教え。
スーパーいなば投げ
幻覚・錯乱状態となった鳥取さんの目を覚ますため、鳥取さんを思い切り放り投げ、岡山さんにぶつけた技。ぶつかった時に鳥取さんが「スーパーいなばっ!?」と叫んだことから付けられ、称えられた。
衝撃波・夏Ｍ（バトルフィーバーミカン）
長槍を振りかざし、夏みかん型に凝縮した斬撃エネルギーを放つ。命中すると副作用として手がみかん色になる「柑皮症」となる。

岡山さん
岡山県のゆる神。階級章は1尉(大尉)。身長は177cm、長髪で左目にモノクルを付けた男性。中国地方第二の盟主としての自負がある。お供に犬、猿、雉を連れているが直属の部下ではなく、吉備津神社からの派遣社員。
彼らの本来の上司である吉備津彦と三匹の春闘に仲裁役として巻き込まれることがある。二つ名は「はれの国 おかやま」。私服にはデニム生地が使われたものが多い。実は制服オタク（セーラー派）。
鳥取さんが慕っており仲が良い。また瀬戸大橋でつながれた四国地方の香川さんとは親友のような間柄で、時たま暴走する香川さんに手厳しく接する。
武器はトランク型の仕込み銃。決闘装束は黒い軍用Aラインコートを着用する。刻印は右手首にある。
真面目そうに見えるがかなりの天然で、ときたま物凄いボケをかます。
使用技
蒼天結界（アンチ・レインフォール・フィールド）
機微弾殺（きびだんご）
トランクケースから放たれるきびだんごの弾丸攻撃。ヒットした相手に幻覚・錯乱といった付加効果を与え、味方を攻撃させる。きびだんごは昔話『桃太郎』で犬、猿、雉を洗脳し戦闘マシーンに仕立て上げた。
鷲羽山の狂宴（イーグル・ウィング・カーニバル）
岡山さんの全体攻撃。ブラジル人ダンサーを召喚し、対戦相手を県産のフルーツで集中砲火する。
猿飼部（さるかいべ）さんの出勤要請
岡山さんが雇っている眷属の猿飼部さんを呼び出す。大分さんとの戦闘では高崎山の猿軍団を一喝し退けた。見た目は猿というよりゴリラ。
鳥取＆岡山お友達（ももてなし）アタック
鳥取さんと力を合わせて同時に攻撃すると、桃と梨のエフェクトが交互に現れて相手を打ち破る協力技。
かき×おこ焦熱圧壊（かきおこバーニングプレス）
広島さんが白色の弾丸で撃ち出した真ガキを、お好み焼きの生地と合わせて相手に叩きつける協力技。

広島さん
声 - 浅沼晋太郎
広島県のゆる神。階級章は3佐(少佐)。身長は178cm、金髪の青年の姿で、チャラめだが時折ドスの効いた性格で肉食系。挙動が派手で声と態度も大きく、自他共に認める中国地方の雄。
ただし、普段は常識人でツッコミポジション。首元や手には傷跡がある。赤がチームカラーの地元球団をこよなく愛しており、赤色が好き。
島根さんをよく呼び出しスポーツ観戦をさせているなど島根さんと仲が良い。しまなみ海道でつながる愛媛さんのことをほっとけないなど面倒見がいい性格だが、怒ると広島弁になり怖い
時たま、レモン汁が入った水鉄砲を使用する。岡山さんとは中国地方の盟主を争っており犬猿の仲。
常に黒い革の手袋を着用(手袋の下はかつて広島に起きたことをほうふつとさせる傷がある）。決闘では全身白の海軍礼服を着用しコートを肩で羽織る。武器は二丁の拳銃。刻印は左手首にある。
使用技
褐色の弾丸（バレット・オブ・オタフク）
お好み焼きソースを煮詰めて作った弾丸を射出して攻撃する。被弾を防いでも飛沫に当たればダメージを与える。
金色の弾丸（ソバレット・オブ・パンケイク）
銃弾から無数の焼きそば麺を出現させ相手に巻き付き、さらにお好み焼きの生地が対戦相手を挟み付け身動きを取れなくする。
不屈のバット投げ（アライズ・バットスイング）
広島さんの全体攻撃。県の球団の野球選手がスイング（ホームランを打つ）すると、無数のバットが豪雨のごとく飛来し攻撃する。
宮島の大杓子
全長7.7メートルの大きなしゃもじを使って敵の攻撃を打ち返す。
紅の弾丸（バレット・オブ・モミマン）
「もみじ饅頭」を弾丸にして攻撃する。攻撃の際は紅葉したもみじがエフェクトに入る。
熊野筆
「熊野筆」を使って宙に文字を書き、書いた文字の効果が相手に発揮される。「縛」の字では相手を一定時間行動不能にする効果がある。
白色の弾丸（バレット・オブ・オイスター）
真ガキを弾丸として拳銃から放たれる。
かき×おこ焦熱圧壊（かきおこバーニングプレス）
白色の弾丸で撃ち出した真ガキを、岡山さんがお好み焼きの生地と合わせて相手に叩きつける協力技。

岩国くん
山口県岩国市のゆる神。歴史的な関係もあり広島さんと仲が良く、彼からは広島県の市だと思われていた。山口さんを「あんた」と呼び少し反抗的である。フライトジャケットのような服を着用。
山口さんによく似た太眉の少年の姿をしていて、単行本のおまけでカラー化された時は髪の色は広島さんのものだった。

### 九州地方
福岡さん
福岡県のゆる神。階級章は准将。身長は187cm、金髪(明治期には茶髪だった)で、普段から色の薄いサングラスをかけている。一人称は「俺様」。喫煙者。佐賀さんと親密度MAXの紋をもつ。
九州のトップに君臨する。日本三大都市を「東京・大阪・福岡」、名古屋を有する愛知さんのことを「味噌カツダサケバ女」と公言しているように、
四天王に入れなかったこと、特に愛知さんが自分を差し置いて四天王・三大都市に入っていることを怒っている。この通りの短気な性格だが、九州の他の県から尊敬されるカリスマ性を持つ。
決闘装束はミリタリージャケットにベレー帽。武器は大型のガトリングガン。守りに入らず攻撃を仕掛ける特攻型。
東京さんとの闘いの際は北海道さんと共に鳥取さんと協力し東京さんに挑むがその後に起きたバグにより、福岡県庁から動けなくなってしまう。
使用技
壱殺壱壊（いちごいちえ）
ガトリングガンで重量感のあるいちごを連射する。破壊力はすさまじく、一瞬にしてバトルフィールドの障害物を一層出来る。
牛傍天輪（ごぼうてんりん）
笹掻きの牛蒡を平たく大きく円形状に揚げた天ぷらを、円月輪のように投げつけて相手にダメージを与えたり動きを封じたりする技。
八破鐵攻（はっぱてっこう）
ガトリングガンの弾丸の貫通力を、福岡県の重工業に力を使って飛躍的に上げて撃つ。パワー重視の技。
豪進・祭騒疾駆（ごうしん・さいそうしっく）
福岡さんと佐賀さんの合体技。「博多祇園山笠の山笠」の山笠と、「唐津くんち」の曳山が出現し、熱量と人数で敵に襲い掛かる。発動時には互いの拳を合わせる。

佐賀さん
佐賀県のゆる神。階級章は2尉(中尉)。身長は172cm、「隣県で呼べばすぐ来る」という理由で福岡さんに補佐を任され、親密度MAXの紋をもつ。
佐賀さん自身も福岡さんのことを尊敬しており、福岡さんからの指示には唯々諾々と従う。長崎さんと兄弟で兄。武器はカッター型の大型のブレード。同じ型の短刀を飛び道具として使用する。
長崎さんが服を見立てても着たがらず、変な単語がプリントされたTシャツをよく着る。
佐賀県の観光についても「佐賀に見る所はない」と自ら公言する。華のある話題には頓着がなく影が薄いと自分で自覚しており、戦闘の際は自分に「福岡さんの未来は背負えない」と力不足に思っていた。廃藩置県以前は派手に活動していた模様。
東京さんとの決闘の後で動けなくなってしまった福岡さんの側にいた。
使用技
有明海苔
有明海苔を傷口に貼り付け、人口を回復する。
呼子斬（よぶこスラッシュ）
カッター型の剣から繰り出される斬撃で、斬られた所がイカの活き造りになる。高速かつ繊細な太刀捌きで、相手に斬られたことを気づかせない。
WRSB斬（ワラスボスラッシュ）
ブレードを薙ぐとワラスボが現れ、エイリアンのような風貌で敵に襲い掛かる。
ストロング技術革新（テクノサーガ）
日本初の国産実用蒸気船「凌風丸」を呼び出し、甲板の下から迫り出すアームストロング砲で敵を攻撃する。
豪進・祭騒疾駆（ごうしん・さいそうしっく）
佐賀さんと福岡さんの合体技。「唐津くんち」の曳山と、博多祇園山笠の山笠」の山笠とが出現し、熱量と人数で敵に襲い掛かる。発動時には互いの拳を合わせる。

大分さん
大分県のゆる神。階級章は2尉(中尉)。身長は165cm、少年の姿をしており、人と話している時もヘッドホンをつけている。大分県の方言「よだきい」が口癖。愛媛さんと仲がいい。
「よだきい」は大分県では「だるい」や「面倒」という意味合いだが、鳥取県では「クソ野郎」という意味を持つので、
当初は九州を訪問した鳥取さんに誤解されていたが、後に友達になった。
「ツンケン」とした「思春期と反抗期を煮詰めたような」性格。愛媛さん曰く「話せば通じる」とのこと。
福岡さんには恩も忠義も連帯感もないと話しているが、本心では福岡さんのことを慕っている。福岡さんと佐賀さんが親密度MAXであることを知らなかったようで、納得していない。
大分県庁の自身の神用の部屋に温泉を引いている。かぼすを地産地消しており、すだちと混同されるとキレる。
武器は棘が仕込まれた深緑色のヨーヨー。遠隔攻撃が多い。刻印は左前腕にある。
使用技
地産地消（アルティメット・オオイタ・サーキュレーション）
ヨーヨーを使った攻撃で、回転時に棘を出して攻撃するうえ、鎌鼬のような真空を生み出し触れずに相手を切り刻む。動力はかぼす。
七大地獄巡り（セブンス・ヘルグレイブ）
別府の七大地獄いずれかの湯加減を敵に味わわせることで攻撃する。
鬼石坊主地獄
粘土質の温泉に敵を落とすことで身動きを封じ、高熱とガスによって攻撃をする。
龍巻地獄
熱湯を弾丸にして撃ち出す攻撃技。
高崎山の猿
高崎山自然動物園に生息する猿を召喚する。群れで敵に襲い掛かり、攻撃の内容によっては全体攻撃をも防ぐ。
磨崖仏彫り
ヨーヨーを使って磨崖仏を彫り、石像を動かす。長崎さんとの決闘では空中仏ラリーとして鳥取さんが階段を登れるよう手助けをした。
フランシスコ・ザビエル
長崎さんと共に発動させる協力技。フランシスコ・ザビエルを喚び出し、放つ光が愛媛さんの暴走を癒した。右手には大分銘菓の「ざびえる」を、左手には大分地ビール「ドン・ザビエル」を持っている。

長崎さん
長崎県のゆる神。階級章は1尉(大尉)。身長は180㎝、セミショートほどの長さの金髪の青年。マイペースな性格。箱一杯の爆竹数箱を一斉に着火することで友好的な姿勢を示す。
長崎市の精霊流しで使われる精霊船を神用タクシーとして神通力で移動手段に使っている。船内にはでんでらりゅうが流れている。運転は使役する尾曲猫さんに任せている。
精霊船の中で読んでいた本は見田宗介著『まなざしの地獄-尽きなく生きることの社会学』である。
佐賀さんとは兄弟で弟、熊本さんとはいとこのようなものとのこと。
武器は大量に出現させる黒い火縄銃。福岡さん曰く、突破力は弱いが連携には最適とのこと。
使用技
百花葬送（ガーデン・オブ・テンボスアルカディア）
火縄銃が誘導弾のように敵に向かって飛び出し発砲。当たった傷口から花が咲いて相手の人口を減少させる特殊状態を起こす。
無限峻坂（インフィニティ・グラビティ）
周りの空間が隆起して無限に伸びる急坂や階段を生み出す。決闘場での敵の浮力を奪い、地道に登ろうとしても一段の高さを伸ばして登らせないようにする。
グラバー邸
県を代表する人気観光施設にして国の重要文化財「グラバー邸」を召喚して物理的にぶつける。
長崎ちゃんぽん・皿うどん
「長崎ちゃんぽん」を皿ごと相手に投げつけ、「皿うどん」を連続で投げつけて攻撃する。
フランシスコ・ザビエル
大分さんと共に発動させる協力技。フランシスコ・ザビエルを喚び出し、放つ光が愛媛さんの暴走を癒した。

鹿児島さん
鹿児島県のゆる神。色黒で大柄な厳格な雰囲気の男性。身長は189㎝、自称「南九州の雄」。宮崎さんと親密度MAXの紋をもつ。熊本さんを「もっこす」と呼び、煽っていくスタイルをとる。宮崎さんほどではないが「てげてげ」な面が見られる。
鳥取さん曰く「肚に力を入れてないと潰されそう」な威圧感を放つ。廃藩置県前の記憶を持つ数少ない神。山口さんのことは「長州」と呼び、因縁がある。
武器は薩摩拵の日本刀。攻撃特化型で、薩摩藩発祥の剣術である示現流に則った、一撃必殺、一刀両断の戦法をとる。
後に北海道さんに接触するための足掛かりになるとして、鳥取さんに沖縄さんを紹介する。
東北編では北海道さんから青森産の特徴を聴き、自分が適役だと鳥取さんと共に青森さんに挑んだ。
使用技
薩摩示言流（さつまじげんりゅう）
一太刀振るうと、巨大な剣圧が発生し敵を薙ぎ倒しにかかる大技。剣圧に当たったものは3分間鹿児島弁しか喋れなくなる。
氷獣雷鳴（ひょうじゅうらいめい）
白くまを至近距離から相手に直接ヒットさせる技。一杯早食いしたレベルのダメージと麻痺を与える。
多すぎる火山灰（エターナル・アッシュ・ブリザード）
種子島宇宙センターから発射される衛星ロケットに積まれた火山灰が空中で放たれ、敵を包み込み視界を封じる。
逆鉾痛恨百撃（タカチホ・エクスカリバー・ブレイク）
鹿児島さんと宮崎さんの合体技。起動させた西郷隆盛の銅像が、召喚した天逆鉾を武器に攻撃する。西郷隆盛の銅像は、有事を想定し秘密裏に備えられた真の姿があり、メカ西郷として動く。

宮崎さん
宮崎県のゆる神。太眉でマッシュヘア、オーバーオールを私服にする青年。身長は172㎝、鹿児島さんと親密度MAXの紋をもち、補佐となる。連絡に牛を使うような「てげてげ」で「日向ぼけ」な性格。
鳥取さんを「取鳥くん」や「鳥くん」、鹿児島さんを「かごさん」、:大分さんを「大分（だいぶ）くん」など、他のゆる神をあだ名で呼ぶ。彼にとって度数25度以下のアルコールは水である。
武器は宮崎県が生産量日本一を誇る竹弓。てげてげな性格のため命中率は低いが、同時撃ちでカバーしている。
使用技
陽果破射（サンシャイン・ブラスト・アロー）
竹弓から複数の矢を同時に発射し、当たるとマンゴーの瑞々しさと美味しさが爆発を引き起こす。
モアイ像召喚
７体のモアイ像を召喚し、盾にする。
青盤鬼射（ライトニングスピードアロー）
放たれた矢が地上に突き刺さると「青島の鬼の洗濯板」が現れ、凹凸した岩肌に敵がぶつかることでダメージを与える。
逆鉾痛恨百撃（タカチホ・エクスカリバー・ブレイク）
宮崎さんと鹿児島さんの合体技。起動させた西郷隆盛の銅像が、召喚した天逆鉾を武器に攻撃する。

熊本さん
熊本県のゆる神。フォーマルな場では髪を七三分けしてスーツを着る。身長は181㎝、トマトやスイカなど赤い野菜が名産であることから、赤色が好き。地元サッカーチームのチームカラーも赤色である。
廃藩置県以前は熊本さんが九州地方の盟主で、現代でも九州のリーダーを自称する。
某熊のゆるキャラを大人の都合で出すことができない。
武器は仕込み銃付きの大型の戦斧。
東北編では鳥取さんの操作ミスにより新潟さんと共に秋田さんに挑むことになってしまう。噛み合わない二人だったが秋田さんが米のことを出したために新潟さんに振り回されることとなる。
使用技
いきなり弾GO（だんご）
戦斧の先から発砲される「いきなり団子」の弾丸で攻撃をする。先制攻撃に使われる。
重撃 紅蓮の礫（ハイアンドロー レッドレイン）
戦斧で地面を叩き割り、砕いた礫が熊本県にまつわる様々な赤野菜に変化し、相手に豪雨のように襲い掛かる。
熊本城勇気玉（もっこす・ブレイブ・ファイア）
熊本さんの全体攻撃。「熊本城」を呼び出し、熊本城一口城主のエネルギーを集結させ、天守閣から強力なビームを発射する。

沖縄さん
沖縄県のゆる神。階級章は2尉(中尉)。日に焼けた肌を持つ少年。身長は135㎝、短パンに隠れている部分に傷跡がある。
観光PRなどにも顔を出すゆる神の中ではトップクラスの知名度であり、鳥取さんも憧れている。人見知りな性格だが、自身に尊敬の念を抱く鳥取さんとはすぐに打ち解けた。「うちなー時間」で行動する。
沖縄以外の県は「内地」または独自のあだ名で（鳥取さんのことは「トリィ」）、自身のことは「うちなー」と呼ぶ。今回の大戦については消極的だが「仲間外れにしないでほしい」と打ち明ける。
武器はクロスボウ。決闘装束は海軍のようなセーラー服に半ズボン。
使用技
ダイナミック☆琉球菴羅（りゅうきゅうマンゴー）
クロスボウから放たれた矢に乗って、マンゴーの香ばしい薫りと瑞々しさが放出する。
ダイナミック☆琉球結界（りゅうきゅうシーサー）
「シーサー」を召喚して攻撃をするほか、結界を作り敵の攻撃を封じることが出来る。
ダイナミック☆琉球もずく
矢に当たった相手は、もずくが全身を覆いアンチエイジング効果で一定時間幼体化し、その間全パラメーターが減少する。
ダイナミック☆琉球豆腐祭
「ゆし豆腐」や「ジーマーミ豆腐」など、豆腐類の力を纏った矢で攻撃。北海道さんとの戦いではとうふちくわを生み出した。

### 北海道地方
北海道さん
北海道のゆる神。階級章は2佐(中佐)。ゆる神の中でももっとも高い193㎝、腰の長さまでの長髪を一つの三つ編みにまとめている。武器はショットガン。
最後にできた都道府県の末っ子であり、他のゆる神を「◯◯兄さん（姉さん）」と呼ぶ。例外として、沖縄さんのことは「沖縄くん」と君付けで呼び、隣接県である青森さんのことは呼び捨てにしている。
九州地方が鳥取県に併合された後、「日本からの独立」を宣言、本州に事後報告を行い連絡を絶ち、波乱を呼ぶ。沖縄さんとはひそかに連絡を取り合っていた。（東京さん曰く「何度か大戦の時に独立宣言」をしているらしい）その際、青森さんには独立に関してを相談していた。
沖縄さん越しに鳥取さんと会い、鳥取さんに予想外の方向で説得される中、対決をすることとなり、結果的に鳥取さんの傘下に入る。
鳥取さんと東京さんとの闘いの時は参戦し、東京さんと戦うが予想外の『何か』で試合が中断された際、バグが起き、共有エリアに入れなくなってしまう。その時に四国編終盤で青森と会話をしたことを思い出しもしかしたらバグと青森さんが関係しているのではないかと心配し鳥取さんに青森のことを頼んだ。
使用技
一位の暴力（パワープレイオブガイア）
ショットガンから全国シェア1位のものを一度に9発発射する。全国シェアの割合が高いものほど攻撃力が高い。ランダムに発射され、7万人から20万人の人口移動を可能にする。
ジンギスカン鍋の盾
「ジンギスカン」に使われる鍋を投げたり殴ったり防御に使ったりなど攻防両面に使用する。雪まつりの雪像を召喚する際にも使用する。
スタベちゃんの雪像
北海道さんの全体攻撃。「さっぽろ雪まつり」の雪像を召喚し、闘技場の気温を急速に低下させて相手の行動力を奪い、人口を削っていく。回避不可能の攻撃で、寒さに耐性がない場合は凍結状態に入る。

### 四国地方
香川さん
香川県のゆる神。階級章は3佐(少佐)。実はゆる神の中では鳥取さんの次に最も早く登場した（第壱話6p）。中国地方だと岡山さんと親しい。
雰囲気は穏やかだが、暴風雨の瀬戸大橋を速度違反でぶっちぎる、「うどんよりそば」の一言で鬼神と化し無差別に暴走することがある。（うどんを心から愛するものの啜り音で正気を取り戻すが、その時の記憶はない）
四国の中では徳島さんと1番気が合うようで、食事に誘ったり一緒に仕事をしたりしている。よく徳島さんを揶揄うような発言をして怒らせるようなことをしているが、それに対して高知さんから「お仲がよろしい」「似たもん同士」と 言われている。
うどん好きだが、糖質制限があるため、一日に２食だけ食べる。決闘中も「アルティメットうどんモード」というブースト技を持つ。
四国の騒動の際、不可侵条約が破られた中、岡山と戦いたくないという理由で鳥取勢力に入ろうとするが岡山が対決を挑み、広島さん・岡山さんと香川さんで戦うことになり、戦いの後で鳥取勢力に併合された。
武器はチェーンで繋がった二丁のガンブレードで、チェーンは決闘相手の拘束に使われる。近接戦闘を得意とする。
東北編の際は愛媛さんと共に岩手さんと戦うこととなる。
使用技
一番搾り織利威舞（エクストラヴァージン・オイーブオイル）
オリーブオイルを噴射する技。銃口を塞ぐことが出来る。
こんぴら狗
こんぴら狗を召喚し、1000段近い石段を登った際のダメージを与える。食らった相手は仔鹿のような足になる。
アルティメットうどんモード
うどんの麺を全身に纏うことで、一定時間全パラメーターが増幅するブースト技。反動が大きく、ブーストが終了すると一定時間全パラメーターが低下する。
アルティメットおでん投げ
アルティメットうどんモードで覚醒中の間、撃ち出す全ての弾がおでんとなる。蒼天結界でも防げない強力な技。

愛媛さん
愛媛県のゆる神。階級章は3佐(少佐)。ウェーブのかかった髪の毛をゆるくまとめており、口元にはほくろがある。女性のような華奢な容姿だが男性である（決闘装束のジャケットを左前にして着用しており、男性前）。一人称はオレ。自転車でしまなみ海道を10時間かけて渡ってくるようなおっとりとした性格。
基本的には温厚だが、伊予の早曲がりや塩を爆発させるといった、とんでもないことをやらかすことがある。
中国地方との不可侵条約を結んだ後に、鳥取さんに対し福岡さんに気を付けるように警告をする。中国地方が福岡さんに接触する際の足掛かりとして、隣接県の大分さんを紹介する。
四国地方が方針がバラバラのため、北海道が独立した際などは不安になり鳥取さんたちのところへとやってきたりしていた。
後に徳島さんが大阪さんに併合され、鳥取さんの元に脅迫状が送られた際、鳥取さんたちと共にこの事件の鍵を握る高知さんに話を聞きに行った際、彼とケンカ別れをしてしまう。
四国の事件が終わった後はバラバラにされたり戦うことを余計におびえるようになってしまい、その時に口にしたことが鳥取さんに影響を与えることとなる。
東北編では時間が過ぎ、四国関連のことを自分の中で整頓できたのか、想いを受け止めねばと岩手さんとの戦いに参戦する。その際に香川さんもついてきてくれた。
使用技
POM弾（パワーオブミカンショット）
様々な柑橘類を弾丸にして撃ち出す攻撃技。
正岡子規
召喚した正岡子規が弾丸をキャッチする。
ABCD包囲網（あんこたっぷりぼっちゃんだんごライン）
坊っちゃん団子を相手に撃ち込む攻撃技。被弾した際には「ボッチャン」と音がする。また、夏目漱石の残り香が漂う。
暴走（ビースト）モード
かつて瀬戸内海を仕切っていた海賊「村上水軍」の本拠地が伊予国にあったと伝えられており、決闘中にその凶暴性を発現させる。リミッターが外れ自制できず暴走してしまうと共に、全パラメーターが飛躍的に上昇する。

徳島さん
徳島県のゆる神。階級章は3尉(小尉)。小柄なポニーテールの女性の姿をしており、仕事着として白衣を着ている。倹約家な県民性からかそろばんでストレス発散する。
香川さんからは、自分のことを棚に上げた発言をされることが度々あり、その都度キレている。対岸の大阪さん(関西)とは親しい関係であり憧れの存在。その場にいない人の、自身にまつわる言葉を聞くことが出来る。
SUDACHIは友だち。すだちとかぼすを混同するとキレる。
決闘装束は軍服の上から法被モチーフの着物を纏ったデザインで、県花のスダチの花モチーフのヘアピンを付ける。縄鏢のような武器も操る。
北海道独立後、しばらくして大阪さんに併合される。
廃藩置県前のことがあり、和歌山さんと親しく千葉さんの姉のような存在でもある。
使用技
爽緑（そうりょく）の叢雨
無数のすだちを出現させて糸を使って空中でカットし、そこから降り注ぐ健康に良いすだちエキスを浴びると、一定時間全パラメーターが上昇するブースト技。
超電磁・鳴門洗濯機
垂直に張った糸（ワイヤー）に電流を走らせ磁界を発生させて、強制的に渦のエネルギーを起こし、鳴門の渦潮のような水流を生み出して相手を巻き込む技。
強制阿波踊り
「阿波踊り」の踊り子を呼び出し敵を囲んで踊りの列に加え、強制的に阿波踊りを踊らせ、筋肉疲労で相手の人口を削っていく技。踊り子には時間の概念がある。
LED提灯ガード
阿波踊りの踊り手が手持ち提灯で相手の攻撃を防御技。LEDの世界シェア１位であるため、四天王の攻撃をも防ぐ。

高知さん
ドレッドヘアーで無精髭を生やした男性の姿の高知県のゆる神。階級章は3尉(少尉)。普段はバーテンダーのようなベストと蝶ネクタイを着用している。
酒癖が悪く、会議のような場でも酒気帯びで現れる。県産の芋けんぴが好物。一人称はワシ。趣味でカフェバーを経営しており、公務が面倒になった際に開店する。(客はほぼ神)
相棒のカツオ、幕末仕込みの日本刀、坂本龍馬がいち早く取り入れたとされるリボルバー銃が武器。決闘装束は中世の海賊のようなコート、軍服、スカーフを巻く。
チャラチャラしているように見えて「生き様」「生き筋」を真っ直ぐ通したい熱い男。「激動の中死んだように生きるか死ぬ気で生きるか選ぶまでもない」という持論をもつ。
固有技『お座敷芸』での飲み比べ対決では「飲めんなら無理しちゃいけません」と飲み狂の美学を語る。
なお人口は（物語開始時点の）鳥取県、島根県に次ぐワースト3位の少なさである。
四国の騒動について重要なことを知っていたが、鳥取さんたちには「話してもメリットがない」と話さなかった。四国が分断されていく中、「生き様」を見せるために東京さんに挑む。
のちに東京さんに併合された。が、東京さんもリモートワークでいいと高知さんには言っていたのに週に三日は都庁にやってきているらしい。
使用技
雷撃・黒潮一本
一太刀振るうと太平洋の荒波から新鮮なカツオが釣り上げられ、そのまま撃墜する時間差攻撃。
柚子れない想い抱きしめtonight
拳銃から柚子を弾丸にして撃ちだす技。
お座敷芸 可杯
ひょっとこ、天狗、おかめの絵がそれぞれ描かれた小さな三面体の独楽を、相手と交互に回し、そこに描いてある絵柄と同じ酒を飲み合う。先に潰れた方が、飲んだ分だけダメージが入る。
お座敷芸 菊の花
お盆の上に杯を複数伏せて並べ、一つだけ菊の花を入れておく。相手とお互いに杯を開け合い、菊の花が引いた者が今まで開けた分の杯にお酒を入れ、全て飲み干さなければいけない。

### 関西地方
大阪さん
大阪府のゆる神で四天王のひとり。階級章は将補(少将)。決闘装束は応援団のような学ランと鉢巻姿。鉢巻は阪神本線と阪急線を表しているらしい。「道頓堀」という名のトラを使役しているが彼は兵庫さんの眷属である。
出演予定のないテレビ番組の収録に勝手に乱入しがち。
情に厚い性格で、仲間だと思っていた隣県たちの間で繰り広げられる"国盗り合戦"に疑問を持つ。
多くのゆる神が平時は標準語で話す中、常に自身の方言で喋っている。ボケ担当らしい。
武器は持たず、拳に道頓堀が変身したエネルギー体を宿して戦う。
首都争奪戦の目的を、都道府県全体のヒエラルキーを破壊することにあると推測する。
東北編後、京都さんとの話し合いで奈良さんと和歌山さんを傘下に入れることを提案された（この二県は単独で挑まれても勝てないため）が、東北戦を見て大阪さんは弱い奴の盾になることを決意。関東を攻めるべきと発言したが、京都さんは京都さんの思惑で奈良さんに戦いを挑み、大阪さんは「道を違えた」と認識した。
使用技
たこ焼きミサイルランチャー
業務用の巨大たこ焼きプレートの側面を拳で殴ると、たこ焼きがミサイルランチャーの要領で多数発射され、誘導弾となって敵に襲い掛かる。
飴ちゃん
懐に飴を忍ばせ、相手の攻撃を一定確率で防ぐ防御技。決闘以外では日常のコミュニケーションで使用されることがある。

兵庫さん
兵庫県のゆる神。階級章は2佐(中佐)。メガネをかけた少年。大阪さんの補佐を務める。前述の道頓堀については「その虎僕のですからね」「2秒で考えたような名前つけるのもやめてくれません!?」と言っている。
ツッコミ担当。誰に対しても敬語を使うが、大阪さんにツッコミを入れる際はため口混じりの敬語になる。
135頁以上からなる本に記載された詠唱術を武器としている。本をめくると魔法陣が広がる。
使用技
第十頁 人生に厳然と立ちはだかる涙の壁
本の10ページ目。淡路のゲートが開き大きな玉ねぎの爆弾が現れ、相手の涙腺を痛めつける。
第百三十五頁 標準時変更（クロノ・シフト）
本の135ページ目。一定時間対象の時間をずらす補助技。

京都さん
四天王のひとりで京都府のゆる神。階級章は1佐(大佐)。大阪さん同様、平時から自身の方言で話す。何かと滋賀さんに水を要求する。
大戦中はお互いを煽るような発言もあり、本音を表に現さず、ひょうひょうとして掴めない性格。
武器はサーベルのような細身の剣。大阪さんを関西の盟主として認めていて、「そやからあんたができんことは僕が代わりに背負ってやるわ」と言っている。
東北での戦いの後、関西勢で集まった際に奈良さんの発言、その前に聞いていた大阪さんのスタンスを聴き、大戦の盤面そのものにヒビをいれることを決意。事情を知っている奈良さんに大戦を挑み、傘下に入れる。
使用技
京都鉄塔 景観違和スラッシュ（きょうとタワー 半分ビルやないかスラッシュ）
京都さんの通常攻撃。相手の懐に入りレイピアを鋭く振りかざし相手を切りつける技。
五魂昇焔（ごこんしょうえん）
「五山送り火」をモチーフとした「大」の字を模った業火が、京都さんを中心に発生し相手を飲み込む技。

滋賀さん
京都さんの補佐の滋賀県のゆる神。いつも大きなナマズの「びわこ」と一緒にいる。
隠密を得意としており、岐阜さんに盗聴器を仕込んでいる。決闘中はびわこが銃に変形している（びわこがない状態）ため、簡単には見つけられない。本人曰く「びわこなしで滋賀県(ぼく)の位置を捉えられるものはいない」。
決闘中の武器はびわこが変身したライフル。
使用技
狙撃弾・小鮎
小鮎を弾丸にして敵を遠距離から狙撃する。

奈良さん
奈良県のゆる神。麻呂眉に、奈良時代の女性の髪型である双髻をおかっぱ風にアレンジした髪型をしている。幼い少女のような外見だが、京都さんからは「姉さん」と呼ばれる。……が、これは皮肉で呼ばれていたりすることもある。
大戦がループしているということに気づき、そのことを秘密にしていたが、大阪さんと会話した時に髪型を変えたか？と聞いてしまい、そのことにより京都さんにループしていることに気づいているということに気づかれてしまう。会話の末、リニアのことを引っ張り出したら京都さんに対決を挑まれ、傘下に取り込まれた。

和歌山さん
和歌山県のゆる神。鼻梁に絆創膏、顔に傷、額にサングラスを乗せているなど、荒っぽい印象を受ける女性の姿をしている。口には葉を咥えている。長方形型の刀身にした部分に刃場があり柄のついたブレード。
大阪さんのことを「親分」と呼び、隣県の奈良さんとも親しい。徳島さんとも友人通し。
奈良さんが京都さんの傘下に入った後で大阪さんが山連合に話をしに行くと聞き、ついてきた徳島さんと共にバイクで山梨県庁に向かう。そこで千葉さん、群馬さん、埼玉さんと出会う。
廃藩置県前のこともあり、千葉さんのことは弟分扱いをしていて、「東京の名前を借りてばかり」と発破をかけ、千葉さんに大戦を挑み、勝負をして負け千葉さんの傘下に入った。

### 東海地方
愛知さん
愛知県のゆる神。四天王の一人。少女の姿をしており、決闘装束はセーラー襟のついたデザインのドレスを着用し、お嬢様言葉で話す。
喫茶店の軒数が日本一であり、よくコーヒーカップを持っている。福岡さんのことを「豚骨脳筋ヤンキー」と呼び、スタベちゃんのことは「使い捨てカップ」と吐き捨てるように呼ぶ。福岡さんが自身への暴言を吐いている様子をモニター越しに見た際には、味噌カツ100人前を福岡県庁に着払いで送るよう岐阜さんに指示をした。
武器は大型の二対の鉄扇。
鳥取さんが九州地方を併合したことを受け、保険として三重さんに大阪さんの偵察を頼むが、京都さんと滋賀さんに筒抜けになっていて、それが京都さんの三重さん併合に繋がってしまった。
三重さんの併合を受け、同じ東海地方の静岡さんに名前を書いておくとして、決闘を仕掛ける。普段通り気丈に振る舞っていたが、岐阜さんがダメージを受けた際には取り乱した。静岡さんが岐阜さんによって無防備になったところをしゃちほこで捕食し、静岡県を併合した。
しかしのちに山梨さんが静岡さんと対決し、静岡さんが山梨さんに併合されたことを機に『東海地方の長』ではなく『中部地方の長』として他中部地方への侵攻を開始した。
福井さんを取り込んだ後、石川さん、富山さんに決闘を挑まれて戦うこととなり、二人も併合。これにより北陸三県を併合した。決闘間で想うことがあったのか日本海側の話を聞かせてほしいと石川さん達に言っている。
使用技
海老跳躍の舞（エビFLY・ダンス）
愛知さんの通常攻撃。鉄扇を開くと海老フライのミサイルが起動し、標的に向かって無数に飛んで行く。また、扇から発生する風圧で相手の人口を奪う。
名古屋城のしゃちほこ
名古屋城の天守閣にある金の鯱を巨大化した状態で召喚し、相手を丸呑みにして行動不能にする。
双鯱の舞（しゃちほこ・ツインダンス）
名古屋城の天守閣にある金の鯱を巨大化した状態で二つ召喚する。
孤独を包み込むういロンリーの舞（ダンス）
名古屋の特に歴史が古くて有名なういろうを使う技。ういろうが攻撃対象に巻き付き、包み込み攻撃を無効化する。

岐阜さん
長い金髪を三つ編みおさげにした少女の姿の岐阜県のゆる神。階級章は1尉(大尉)。右目は長い前髪で隠れている。愛知さんの補佐を担い、メイド服を着ている。普段は自信なさげにおどおどしているが、決闘中は好戦的な性格になる。また、愛知さんに対しては異常とも崇拝とも呼べる感情で慕っている。
武器は関市の金物技術を結集したチェーンソー。スカートの下に隠した小刀も扱う。
愛知さんと共に静岡さんと決闘することになった際は、身を挺して愛知さんを攻撃から守るが、自らが盾になったことを怒られ、更には泣かれてしまう。静岡さんの好物を利用した囮を作り、隙を作った。
そのあとも愛知さんとの連合の相手として、共に福井さんや石川さん・富山さんと戦っている。
使用技
さるぼぼ
「さるぼぼ」を召喚することで、一定の確率でダメージが無効化になるスキルを発動する。
食品サンプル
静岡さんとの決闘では、静岡さんの好物のハンバーグを模した食品サンプルを囮として使用した。
熱湯下呂鉄砲（ねっとうげろてっぽう）
下呂温泉のお湯をバズーカ形式でぶっかける技。蟹にぶっかけてゆで上げた。
鵜飼いバズーカ（うかいばずーか）
長良川の鵜を握りしめ中に入っている川魚を相手にぶち込む技。

三重さん
眼鏡をかけた青年の姿のゆる神。語尾に「?ッス」を付けて話す、舎弟キャラ。愛知さんを姐さん、京都さんをダンナ、大阪さんをアニキと呼び、岐阜さんや滋賀さんなどには敬称として「?ちん」を付けて呼ぶ。4つの旧令制国で成り立つ狭間の県で頑固な県民性が無いと言われ、味覚などの適応力に柔軟性がある。
近畿地方に属しながら経済圏は東海という、関西と東海に挟まれた微妙な立ち位置。
武器は大型の鎖鎌。決闘装束は作業つなぎの上から着物を纏ったようなもの。刻印は右手首にある。
愛知さんから関西への偵察を任ぜられていたが、京都さんと滋賀さんに見つかり決闘になる。東海と関西のどちらにつくか気に掛けられる立場であるが、自らの意地で京都さんに突っ込んでいく。しかし、四天王の強力な技を直に食らい、敗北。京都府に併合され、京都さんからは東海の情報を流せと二重スパイを命じられている。
四国の騒動の際、重要な発言をし、騒動の解決に一役買った。
使用技
真珠散華
アコヤガイを呼び出し、貝が開いた瞬間に真珠が四方八方に飛び出して誘導弾となって相手を襲う。
朔日裂餅（さくじつれっぺい）
鎖鎌を振りかざすと旧暦の名が浮かび上がり、袈裟斬りをすると空間から餅が飛び出す。出てきた餅を操り相手に体当たりさせて攻撃する。
八咫の鏡
鏡により反転結界が発動。結界を脱出するために依代を攻撃すると、鏡に反対するように攻撃が自分に返ってくる。

静岡さん
静岡県のゆる神。階級章は2佐(中佐)。一見男性と見間違えるほどボーイッシュな女性の姿をしている。愛知さんのことは「お嬢」と呼ぶ。
押しに弱いところがあるが、『どこへついても私は私』という自負も持つ。
一日に4回お茶を飲まないと精神に異常をきたす。プラモデルが好き。サッカーを得意としており、足癖が悪い。日本のちょうど真ん中に位置し東日本も西日本も近く、自他共に認める「日本の平均値」である。
武器は自身の蹴りで繰り出すエネルギーがこもったサッカーボール。決闘装束は迷彩柄でこそあるが軍服ではなく、スポーツウェアのようなジャケットとショートパンツ、レギンスを着用。また、インナーやレギンスにはネオンカラーのラインが入っているが、山梨さんにも同様の意匠がある。刻印は左の手首。
関東地方と東海地方のどちらにつくかは成り行きに任せると神奈川さんに話しており、愛知さんから併合を提案されたことで決闘となった。全体攻撃を使用して戦うも、好物を罠に使われたことで隙を突かれて敗れ、愛知県に併合された。
それがキッカケで愛知県庁に押し掛けてきた山梨さんと戦闘を行うも、彼の熱意に押されたことで山梨さんに併合されることを選ぶ。
『どこへついても私は私』と言っているものの、願っていたことはあり、それが中部編終盤に関わることとなる。
使用技
富士宮やきそば
B級グルメの元祖「富士宮やきそば」を込めたサッカーボールを蹴り出し、Bの軌道を描いて相手に向かって跳んで行く。被弾するとボールの中から焼きそばのトッピングの削り粉が煙幕となる。
反転（はんぺん）シュート
白黒が発生したサッカーボールをシュートして相手にヒットさせると、特殊効果で一定時間カラーリングが反転（2Pカラー）する。
大企業in静岡ショット（ジャイアント・ハットトリックショット）
静岡さんの全体攻撃の一つ。発生させたエネルギーの塊を強く蹴り出すと塊が弾け、無数のエネルギー弾となって相手を襲う。着弾した時に、静岡県に本社を置く企業名が効果音として響く。スタベちゃんからは、効果音に自主規制音をかける手間を取られるため不評。
回転浜松蹴砲（かいてん餃子インパクト）
浜松市内で製造される餃子、浜松餃子を皿ごと蹴りで放つ技。
富士山連撃（スカイラブ・フジサーン）
全体攻撃その2．政令指定都市は二つあるのに（静岡と浜松）６つもある駅にのぞみは一つも止まらない。さらに富士山も加えた六連攻撃。（三保の松原、日本平、浅間大社、新富士駅、観光客の3倍の事実）

### 甲信越地方
山梨さん
山梨県のゆる神。階級章は2尉(中尉)。三白眼の少年の姿をしており、ビーニー(季節によってはニット帽)をいつもかぶっている。「クレバー」という言葉を多用したり、自身を「マウンテン・ラフランス」、静岡さんを「サイレント・ヒル」と呼んだり、何かと横文字を愛用する。
隣県の静岡さんが東海地方(愛知県)に併合されたことで、静岡さんとライバルとしての「決着」をつけるために愛知県庁にキックボードで窓からガラスを割って現れた。
武器は二つの円月輪。決闘装束は静岡さんと同じくスポーツウェア風で、ダウンベストの左胸には山梨県の木のカエデのエンブレムが付く。
静岡さんには何かとちょっかいをかけて構ってアピールをしているが、長野さんのことは「長野の兄貴」と呼び、慕っている。対して、窓ガラスを割ったことで叱り付けた愛知さんには内弁慶な対応をした。
静岡さんと対決した際、自身の思いの丈をぶつける。その熱意に押された静岡さんが山梨さんに併合され、これにより中部地方、ひいては東日本を揺るがす口火を切ることとなる。
その後は長野さんも併合してしまい、自分たちのことを『山連合』と呼ぶ。四方を敵や海に囲まれてしまい、山連合のリーダーとして何をするべきか、やりたいかを悩んでしまうが、のちの出来事や自身の想い、静岡さんと向き合い、『山連合』のスタンスを打ち出す。
千葉さん、埼玉さん、群馬さん、和歌山さん、徳島さんが来た山梨県庁に来た際もあらかじめ見通していて、長野さんの別荘を臨時拠点としてあらかじめ整備しておき、そこに逃げ込むことにより自分たちの身を守った。
使用技
爆斬・天地人（グレート・ビンテージ・アロマ）
県産ぶどうで作られたワインの薫りを円月輪で周辺に振りまき、空気中のアルコール濃度を上げて相手を酔わせていく。
爆鞭・餺飥（コダワリノホウトウ）
山梨県の郷土料理であるほうとうをぶつける技。
風林火山feat.フジヤマ（フォーエレメンツ・フィートフジヤマ）
武田信玄公をだし風林火山（風・ダイヤモンド富士。林・青木ヶ原樹海、炎・逆さ富士、山・富士山駅）で攻撃を繰り出す技。

長野さん
長野県のゆる神。白髪をオールバックにまとめ、スクエア眼鏡をかけた厳しい雰囲気の壮年の男の姿をしている。山梨さん曰く「メガネの形も頭よさそう」。
自身のことは「信州（わたくし）」と呼んでいる。相手の言葉に対し、たびたび「良」や「可」と評価をつけてから話す。
山間盆地の多い土地柄から、県としての一体感があまり無く、その特性もありうっかり「長野県」と名乗ってしまえば松本市など県庁所在地を狙う市町村のゆる神に誘拐されそうになるため、時折軽井沢に隠居している。大戦については見方を変えればお互いの価値観を学ぶ場と称している。
悩む山梨さんにアドバイスをするものの、大戦に対して「数字を取ればいい」と話した山梨さんの言動に怒り、戦闘を始め、二人の力を見届け、併合された。
山同盟の中では一歩引いて物事を見ている。
武器は指揮棒。
使用技
組曲第一番「稜線上のアリア」
指揮棒を振り、赤石山脈（南アルプス）をフィールド上に喚ぶ技。相手と分断するように出るため明石山脈を越えない限り攻撃が当たらない。
アルプス一万撃（いちまんげき）
セロリ、レタス、キャベツ、ブロッコリー、りんごなどの高原野菜や長野名産野菜を指揮棒を振ることによって攻撃に使う技。
信州そばビンタ（しんしゅうそばびんた）
信州そばを呼出しビンタをする技。
御柱祭
諏訪大社が六年（数え年だと七年）に一度行う日本三大奇祭の一つ、御柱祭で攻撃する技。祭りの行事の一つである「木落とし」で相手に攻撃を仕掛ける
組曲「信濃の国」
どこと組もうともどこと組みしようとも信州は信州ということに変わりはないということを表す技。

新潟さん
新潟県のゆる神。鳥取さんよりも身長の低い、おかっぱボブの黒髪の青年の姿をしている。また太眉が特徴的。一人称は「小生」、語尾に「ござる」が付くなど、特徴のある話し方をする。
重度のドルヲタであり、地元のご当地三人組女性アイドルユニット『Negitan』を推している。タブレットPCで描いたイラストや漫画をアップするなど、その為の一般人に扮したツイッターアカウントも持っている。
自分が輝くよりも、自分が描いた者で誰かが喜んだり、頑張っている人を応援するのが好きなタイプ。
武器は十手であり、米を駆使して戦う。米に対しては非常に熱狂的すぎるところがあり、ハイテンションになる。
北海道さんが鳥取さんに併合された際、次は自身が併合されるのではないかと怯えてしまい、ネタにして二次創作として消化するために鳥取さんや他のゆる神を出した『ゆる神 モテすぎパラダイス』という漫画を執筆するが、そのデーターがハッカーによって抜かれ、県の機密と思われ、さらには四国併合の状況も加わり、ネットではまるで四国併合を予言したかのようだと評判になってしまう。
その漫画をたまたま鳥取さんと島根さんが見つけたことにより二人が真偽を確かめるために新潟さんと接触した。
漫画作品は他にも愛知さんと岐阜さんがラブラブの間に静岡さんが現れ山梨さんと三重さんが見守る中始まる三角関係百合ラブコメも描いている。
東北地方に向かう際、隣県だから福島さんならば紹介できるとツテで紹介をしてくれた。福島さんからは「長岡」と呼ばれている。
使用技
全力米百俵（ライスオブゴールデングラウンド）
十手から大量のコメを出す技。新潟県はコメ生産量全国一位である。米は勝手に進化（エヴォリューション）していき、餅、日本酒、米粉パン、米粉パスタになり相手に攻撃していく。
燕のカトラリー、三条のナイフ
刃物のメッカである燕市、三条市の刃物で攻撃する技。金属加工の幅が広い。

### 北陸（北陸三県）地方
福井さん
福井県のゆる神。そばかすのある顔に丸眼鏡、ぼさぼさの髪をショートカットにした外見の少年のゆる神。発明や開発をやっている。武器は鞭で越前ガニをけしかけたり恐竜をけしかけたりしている。
一人称は「俺ちゃん」で京都さんは京社長。愛知さんは愛社長と呼ぶ。県の特性上、自身の地域の半分は京社長にあげるべきだと思っていた。
攻め込んできた愛知さんたちと戦うも負け併合されてしまう。これにより北陸地方にも争奪戦の火種が飛んだ。
振り回されながらも北陸メンツは好きであり、石川さん達と愛知さん達との闘いが終わった際は崩れ落ち「ほんのちょっとだけ期待をしていた。逆の展開」(意訳）と呟いていた。
使用技
鯖丸一号
福井県の良質な漁礁、若狭湾でとれる鯖を模した機械仕掛けの鯖から魚雷を発射する。
魚雷・潮空威（へしこ・しおからい）
へしことは青魚をぬかと塩でつけた福井県の郷土料理であり、魚雷の名称。どんなに薙ぎ払おうとも、着弾するまで見えないし防げない。
福井竜大進撃（フクイダイナソーズラッシュ）
恐竜たちをけしかける。日本で最も恐竜の化石の発見が多い福井県勝山市関連。
ウルトラ極越前ガニ（うるとらきわみえちぜんがに）
越前ガニをけしかける技。福井漁業共同会会長、賀似馬 似蔵（かにうま いぞう）の問いに答えると彼が巨大ガニとなる技。

石川さん
石川県のゆる神。福井さんの勝負を見ていたゆる神で金髪で、毛の一部をみつあみにし、雰囲気は京都さんに少し似ている。戦闘装束は僧侶の服を着崩したような服であり
武器は錫杖。小京都のこともあり京都さんを敵やライバルとして認識しているが京都さんからは何とも思われていない。
愛知さんのことを「扇の君」と呼び、彼女の行動に対して遠回しに苦言した。
福井さん併合後しばらくして、鳥取さんの記事を見、愛知さんたちが攻め込むことも懸念した際、富山さんに促され言い返しつつ、共に金沢駅にて愛知さん、岐阜さんと会い、争奪戦を行う。善戦するが負けて併合されてしまう。
使用技
金箔の嵐（KAGA 百万石ブリザード）
日本の金箔の九十八パーセントを生産している金沢を持つ石川さんの技。雷を相手に落としつつ、金箔を相手にまとわりつかせる。
石川県は夏よりも冬の雷が多く、雷には金箔の文化力と静電気も上乗せされている。日本一でありダメージ蓄積があったとはいえ一撃で岐阜さんを戦闘不能に追い込んだ。
輪島塗（わじまぬり）
お椀を巨大化させ、金箔の嵐に放り込むことで華美な輪島塗とさせ、相手を閉じ込める技。電動工具への耐性はない。輪島塗は能登の輪島市で作られている漆器である。
兼ROCKの宴（けんろっくのうたげ）
日本三大名園の一つ兼六園のランドマーク、徽軫灯籠（ことじとうろう）で相手を攻撃する技。徽軫灯籠は二本足でぬるぬる動く。
一騎当千（ヒャクショウ×リベンジャーズ）
富山さんとのタッグスキル。北陸民お家芸IKKIを呼び出す。たまに米騒動も混じる。

富山さん
富山県のゆる神。一人称は「私」石川さんの隣に座っていたゆる神。きっちりと戦闘装束を着こんでいる。石川さんを横暴だと思っているが、本人は慣用表現を真に受ける天然ボケな面をツッコまれる立場でもある。昆布がとても好き。
武器は背中に背負った薬箱。攻撃を受けると発動する「特別効果」の技を多く持つ。石川さんと共に愛知さん、岐阜さんに挑む。
使用技
回復特攻・反魂丹（かいふくとっこう・はんごんたん）
基本ダメージの半減を効果を持つ技。食品の技であるならば三回まで無効化できる。なお、胃薬の名前である。
黒部ダム放水（クロヨンバースト）
黒部川に建つ水力発電ダム。黒部ダムから水を放流させ、相手に攻撃する技。
超絶烏賊ダイビング（エクストリームイカ）
試験管から薬を放出し、海水と共にホタルイカを相手に当てる技。
蜃気楼（しんきろう）
富山県魚津港名物の蜃気楼を使い相手の目をくらませたりすること可能。
一騎当千（ヒャクショウ×リベンジャーズ）
石川さんとのタッグスキル。北陸民お家芸IKKIを呼び出す。

### 東北地方
青森さん
青森県のゆる神。身長は175cm、戦闘装束は２本のツノがついたフードを目深に被り、ガスマスクのような翻訳装置を装着したもの。武器は拡声器（メガホン）普通に話すと訛りが強すぎるため、翻訳装置を通してしゃべっているのでセリフが電子音声のような吹き出しとなっている。翻訳が通された際の一人称は「私」で、口調はとても回りくどい。表向きは青森県は県内分裂をしているため、下手な口調で話すとバッシングを受けてしまうという理由で翻訳装置を付けているが岩手さん曰く、イントネーションがおかしいことを気にしているところがあるため、翻訳装置を使っているという。装置には口語と文語を変えられるスイッチがあり、何故か岩手さんがそのスイッチを持っていたため、操作され途中で口語に変えられた。その時、青森さんの口の悪さが露見した。
四国編終盤の際、北海道さんと会話している。そして幕間の際、何かをしたらしくそれに心配をした北海道さんの言葉で鳥取さんは東北地方に向かうことになる。
東京さんと鳥取さん達の戦いのスキを突き、コントロールルームへと入り、システムを操作しようとしたところ、失敗し、怪我をする。怪我は最初小さく、魚介類の取れ高が落ち込んだぐらいだったが、それがスティグマとなり、体調不良となり倒れてしまう。”大戦”としてみた場合、システムにバグが起きた状態となりこの状態で戦っても大戦の勝敗は保留となっていた。青森と岩手はこの状態を維持し、ぎりぎりまで抵抗しようとするが、鳥取さんや、そして東北の盟主としての宮城さんに止められる。
治療されたものの、治療の方法に憤慨し、さらには宮城さん達の次の行動を知り、止めるために闘技場へ行くために鳥取さんに戦いを挑み、鹿児島さん、鳥取さんの連合に負ける。
負けた後で宮城さん達の元にたどり着き、問答の末に鳥取さんと共に宮城さん、山形さんと戦った。
岩手さん
岩手県のゆる神。左から右下に斜めにカットされた特徴的な前髪。身長は191㎝、一人称は「僕」でややのんびりとした口調をしている。同じ地方の相手にも敬語を使う。独特な感性をお持ちの方。戦闘装束は飛行兵風のゴーグル付き帽子を被ったもの。武器はスリング（パチンコ）。
秋田さん
秋田県のゆる神。あどけない少年の姿で、一人称は「おれ」。身長は164㎝、青森さんと岩手さんには砕けた口調で話している。戦闘装束はなまはげの服を着崩して簡略化したようなもの。
福島さん
福島県のゆる神。黒いロングヘアに花飾りをつけ、凛とした雰囲気をもつ女性の姿をしている。身長は165㎝、口調がはきはきしている。
廃藩置県前の「会津」だった時代は男性神であり、かつてのこともあり山口さんとの中はとてつもなく微妙。青森さん関連のことを聴くために新潟さんに紹介をしてもらい、鳥取さんが最初に逢いに行った東北地方のゆる神である。戦闘装束はブーツに長袖の学ランの上着のようなものの上に羽織のような上着、足元は蛇腹のようなスカートで、武器は薙刀。
廃藩置県前のことや東日本大震災のこともあり、そのこと関連については言葉が固い。神室として鶴ヶ城（会津城）をもっている。
山形さん
山形県のゆる神。太眉とたれ目が特徴的で、毛先を切りそろえたボブヘアの少女の姿をしている。身長は151㎝、宮城さんと仲がいい。
宮城さん
宮城県のゆる神。仮面を付けた男性の姿をしているが、普段の姿はきらきらとしたスーツを着た伊達男。身長は179㎝、東北地方の盟主でもあり、中心人物。

### 関東地方
東京さん
東京都のゆる神。少年の姿をしており、赤と黄のオッドアイ。しかし、本来は両目とも赤色であった描写が見られるが、その際はまるで別人。
多忙のため、テレビ番組に出演する際は遠隔操作ロボットを使用する。また、寝不足で突然倒れることが度々ある。
神奈川さん曰く、他地方に関心はないが大阪さんのことははっきりと認識しているとのこと。
決闘装束は軍服の上から床まである大きなマントを羽織り、頭部に小さな王冠を被る。二つのさいころを振り、出た数字を掛けた値が攻撃の威力となる。強力な技を多数持つ。
「タカシ」の名で補佐官２名(佐藤、小早川)と共に旅行者を装い、鹿児島県を訪れていた鳥取さんに接触したが、気づかれていない。
この「大戦」のキーパーソンであり、ある意味では「大戦」の発端。スタベと共に「大戦」の詳細を知っている部分もあったが、赤と黄のオッドアイ状態の時の彼こそが「大戦」の黒幕の一端。（メタ東京さん）自分の理想の未来、取り返したい未来のために何度も「大戦」を繰り返している張本人。
スタベ曰くかつて彼がいた世界は何をやってもうまくいき、皆と幸せに暮らしていたが何らかの要因（スタベが言うにはよくわからない）で滅びてしまい、かつての日々を取り返すために試行錯誤し、なんとかそれっぽいものを作り上げたが、これには欠点があった。様々な手段を繰り返したものの東京さんの首都という性質などからどれもうまくいかず、東京さん自身も段々と壊れかけてきている。
気がふれるところも多々あるが普段はとても穏やかで話しやすい。
本編終盤にて東京さんが最初にいた世界は奈良さん曰く”今の世界”と何も変わらない世界であったらしい。
使用技
東京包囲路線網
東京を走る電車路線を召喚。敵を徐々に囲んで追い詰めてから攻撃する。
包囲網〈東京侵喰〉（オーバーリライト）
相手の情報を書き換える、東京さんしか使えない23特別区攻撃。

神奈川さん
神奈川県のゆる神。階級章は1佐(大佐)。東京さんの補佐を務める。自身も都道府県一の政令指定都市の数を誇り、他の四天王に匹敵する力を持っている。
決闘装束は迷彩柄の軍服にベレー帽。武器は短機関銃（サブマシンガン）。戦闘開始の合図と同時に対戦相手の背後に回り込む俊敏性を見せる。東京さんが負傷しないように、自ら盾となり戦う。
東京さんと対等に話せる数少ない存在で、今回の戦いでは首都争奪戦に関する情報を東京さんから教えられた。ただし、今回（物語開始時点）初めてである。埼玉さんのヘアメイクをしてあげるなど、おしゃれ。
静岡さんの元を訪れ、関東地方と東海地方のどちらにつくかを隣県として訊ねる。
高知さんが東京さんに決闘を挑んだことで、自身も決闘に参戦する。補佐という立場ではあるが、日本最多の政令指定都市をもっており、圧倒的な強さを見せる。また、東京さんが負傷しないように自ら盾となり戦う。
四国の騒動後、不安定な東京さんを見る。鳥取さんと共にスタベちゃんから首都争奪戦の真実の一端を聞き、壊れたゲームである争奪戦について憂いている。
使用技
箱根大涌谷の黒たまご
温泉地の名物である黒たまごを弾丸にして、至近距離で発射する。食べると７年寿命が延びると言われていることになぞらえているのか、７万人の人口を移動させる。
横浜新都心ビーム
横浜港沿いのホテルにある銅像「はまのりかこ」の両目から放たれる強力なレーザービーム。

埼玉さん
埼玉県のゆる神。東京さんとは同じ土地を分けた双子の弟で、気軽に会話する仲。神奈川さんに「素材はある」と言われているものの、あまり自分に興味が無い様子。アニメやラノベを嗜むなど、オタク趣味なところがある。関東第三位の地位をかけて千葉さんとはライバル関係。群馬さんと仲が良いらしい。武器は連射式の小銃。
山連合に話を打診しに行く際、スマホで会話をしていた群馬さんがなぜかその場に現れ、よくわからないが千葉さんと和歌山さんの戦いに乱入しようとしていたため、彼をとめるために群馬さと戦うことになり、彼を併合した。
千葉さん
千葉県のゆる神。スタジャンにピアスとヤンキー風の服装、熱血漢で口調も少々荒いが気が回る性格でもある。また、東京さんには敬語で話す。関東第三位の地位をかけて、埼玉さんとはライバル関係。茨城さんと仲が良いらしい。
千葉県は廃藩置県前、上総、下総、安房で構成されていたが、安房の部分が徳島の阿波の国に由来、和歌山にも似たような地名があり、千葉の民は徳島や和歌山から移り住んだ民だと言われていて、そのため徳島さん、和歌山さんの弟分であり、和歌山さんのことは「姉貴」徳島さんのことは「徳姉」と呼んでいる。
和歌山さんと戦うこととなり、彼女にネギで勝利した。
使用技
戦術的落花生
生産量一位である落花生を弾丸にしている。散弾に近い中範囲攻撃のものらしい。海外産のものと違って単価が高く一撃が重い。
ネギ
生産量一位のネギで相手を叩く技。生産量二位の埼玉さんは同じ技を持っており、二戦同時開催の時に技がシンクロした。

茨城さん
茨城県のゆる神。立てた髪をオールバックにして、そこから一房前髪を垂らした男性の姿をしている。身長は179㎝、右頬に傷がある、ラウンド型サングラスをかけているなど、硬派な風貌。千葉を慕っている。
北関東を何とかしようとした勢力が集まった際の戦いで大阪さん、兵庫さんと戦うことになってしまう。
群馬さん
群馬県のゆる神。ウェーブのかかった髪の青年の姿をしている。戦闘装束はシルクハットを被ったレトロな雰囲気の正装。埼玉さんを尊敬している。事情も分からず自ら突撃しがちであり、埼玉と連絡を取った際、よくわからないうちにきられたため、よくわからないが埼玉さんが危機と判断し、よくわからないが車に乗って爆走し山梨県庁を訪れる。さらに群馬さん視点ではよくわからないが、和歌山さんと千葉さんが戦いそうになったためよくわからないが、加勢。こいつはやばいと判断した埼玉さんが戦いに乱入。そのせいで埼玉さんは彼と戦うことを余儀なくされた。
使用技
手札遊戯
群馬県の郷土愛を感じさせる「上毛かるた」を使った技。相手が選んだ札が攻撃、防御として使えるようになる。
栃木さん
栃木県のゆる神。糸目が特徴的な青年の姿。戦闘装束は書生服を彷彿とさせる着物にコートを羽織っている。武器は番傘。
愛知さん、岐阜さんと戦うこととなってしまう。

町田くん
東京都町田市のゆる神。土地柄上、東京であるが神奈川さんと非常に縁が深い。東京さんに認知されてないと泣くこともある。

### その他
スタベちゃん
大企業「スターベックスジャパン」のゆる神であり、「ブランド化」を司る神でもある。スターベックスの出店は都道府県の文明度合いが認められたことを意味し、首都争奪戦の参加資格となる。どの都道府県からも中立の立場であることから、四十七大戦の審判を務める。普段は紙コップのキャラクターの姿だが、少女の姿となることもある。紙コップの姿の時は語尾に「タベ」がつく。どちらの姿をしていても非常に毒舌。
首都争奪戦の本質を知り、何度となく繰り返されている首都争奪戦の記憶を"記録として"持っている。今回の戦いでは鳥取さんを焚きつけ争奪戦に参加させるなど、何かと鳥取さんの肩を持つ。
肩を持っていたのは最近何度も行った争奪戦が似たような結果で終わり続けたために違う結果を導くために鳥取さんを参加させた。その目論見はひとまず当たり、今までになかった弱小勢力の一地方統一が行われた。
福岡さん相手に敗北した鳥取さんにやり直しの機会を与え、首都争奪戦についての情報の一部を鳥取さんに話す。引き継ぎ権の譲渡は審判者のルール違反であるため、人格が書き替えられることになる。誰に聞かれることもなく、鳥取さんへの応援の言葉を呟きながら消去された。その後のスタベちゃんは記憶と人格を"記録"として引き継いだ（物語開始時点から数えて）二代目。
鳥取さんと沖縄さん、北海道さんの決闘に割り込み、「ありのままの価値」を否定。都道府県の揺神は比較や品定めをされる「商品」であると断言する。
他にも首都争奪戦の首謀者の存在について島根さんたちににおわせたりしていたが、四国の騒動の終盤、東京さんの態度に怒り、決闘場を操作、鳥取さんと東京さん、神奈川さんを逢わせる。
その際に行われた騒動後のやり取りで、首都争奪戦の真実の一端について話した。
下北条 由良

## 書誌情報

### アース・スター エンターテイメント版
- 一二三『四十七大戦』 アース・スター エンターテイメント〈アース・スターコミックス〉、既刊8巻（2020年5月12日現在）
  1. 2017年3月11日発売、ISBN 978-4-8030-1011-4
  2. 2017年7月12日発売、ISBN 978-4-8030-1069-5
  3. 2018年1月12日発売、ISBN 978-4-8030-1147-0
  4. 2018年7月12日発売、ISBN 978-4-8030-1208-8
  5. 2018年11月12日発売、ISBN 978-4-8030-1245-3
  6. 2019年5月11日発売、ISBN 978-4-8030-1294-1
  7. 2019年10月12日発売、ISBN 978-4-8030-1346-7
  8. 2020年5月12日発売、ISBN 978-4-8030-1418-1

### 講談社版
- 一二三『四十七大戦』 講談社〈KCデラックス〉、全14巻
  1. 2021年12月9日発売[10]、ISBN 978-4-06-526292-4
  2. 2021年12月9日発売[11]、ISBN 978-4-06-526293-1
  3. 2022年1月7日発売[12]、ISBN 978-4-06-526298-6
  4. 2022年1月7日発売[13]、ISBN 978-4-06-526299-3
  5. 2022年2月9日発売[14]、ISBN 978-4-06-526300-6
  6. 2022年2月9日発売[15]、ISBN 978-4-06-526301-3
  7. 2022年3月9日発売[16]、ISBN 978-4-06-526302-0
  8. 2022年3月9日発売[17]、ISBN 978-4-06-526303-7
  9. 2022年4月7日発売[18]、ISBN 978-4-06-526309-9
  10. 2022年4月7日発売[19]、ISBN 978-4-06-527536-8
  11. 2022年6月9日発売[20]、ISBN 978-4-06-528170-3
  12. 2022年8月9日発売[21]、ISBN 978-4-06-528827-6
  13. 2022年11月9日発売[22]、ISBN 978-4-06-529713-1
  14. 2023年5月9日発売[23]、ISBN 978-4-06-531668-9

## 舞台
『首都争奪バトル舞台（ステージ）「四十七大戦」-開戦！鳥取編-』のタイトルで、2019年10月24日から27日まで新宿FACE、同年11月1日から2日まで鳥取県立生涯学習センター県民ふれあい会館にて上演。キャスティングは登場キャラクターと同じ県にゆかりある出演者を選ぶオーディションが実施され、岡山さん役に上杉輝（TOKYO流星群）、山口さん役に山本タクが選ばれた。

### スタッフ
- 原作 - 一二三「四十七大戦」
- 脚本・演出 - 松崎史也
- 劇中曲 - 永井カイル
- 音楽制作 - ジパングエンタアート
- 舞台制作 - Office ENDLESS
- 主催 - クリーク･アンド･リバー社
- 協賛 - エミネット
- 協力 - アース・スター エンターテイメント、鳥取県まんが王国官房

### キャスト
- 鳥取さん：永瀬匡
- 島根さん：糸川耀士郎
- 岡山さん：上杉輝（TOKYO流星群）
- 山口さん：山本タク
- 広島さん：宮城紘大
- スタベちゃん：田口涼
- トリピー先輩：トリピー（鳥取県のマスコットキャラクター（※鳥取公演のみ出演））
- アンサンブル - 浅倉祐太、小林賢祐、佐藤和斗、若林佑太、松田祐里佳、小林カンナ

## 反響
鳥取県知事は2016年9月の定例会見で作品についても触れたほか、単行本1巻の発売に合わせ、主人公のコスプレをして作品の応援をしている。
WEBマンガ総選挙2018で1位を獲得。これについて作者は、読者の熱量が高かったことを挙げている。